# La Voulte-sur-Rhône
La Voulte-sur-Rhône település Franciaországban, Ardèche megyében. Lakosainak száma 4762 fő (2022. január 1.). La Voulte-sur-Rhône Beauchastel, Rompon, Saint-Laurent-du-Pape, Étoile-sur-Rhône és Livron-sur-Drôme községekkel határos.

## Népesség
A település népességének változása:
| Lakosok száma | 5978 | 5297 | 5116 | 4976 | 5120 | 5109 | 4987 | 4848 | 4828 | 4762 |
|               | 1968 | 1982 | 1990 | 2006 | 2013 | 2015 | 2017 | 2019 | 2020 | 2022 |